# Vught
Vught es un municipio y una población de la provincia de Brabante Septentrional en los Países Bajos, en la bailía de Bolduque. Abarca un área de 34,44 km², de los que 0,36 km² ocupados por el agua. Su población el 30 de abril de 2017 era de 26.347 habitantes, con una densidad de 787 habitantes por km².
Lo forman dos núcleos de población: Vught y Cromvoirt. En Vught estuvo situado el campo de concentración Bolduque, construido por la Alemania nazi durante la Segunda Guerra Mundial. Comúnmente conocido como Kamp Vught, fue utilizado principalmente para recluir a prisioneros belgas y neerlandeses. El campo fue liberado por fuerzas canadienses al final de la guerra. Hoy se encuentra la Institución Penitenciaria allí.

## Galería de imágenes

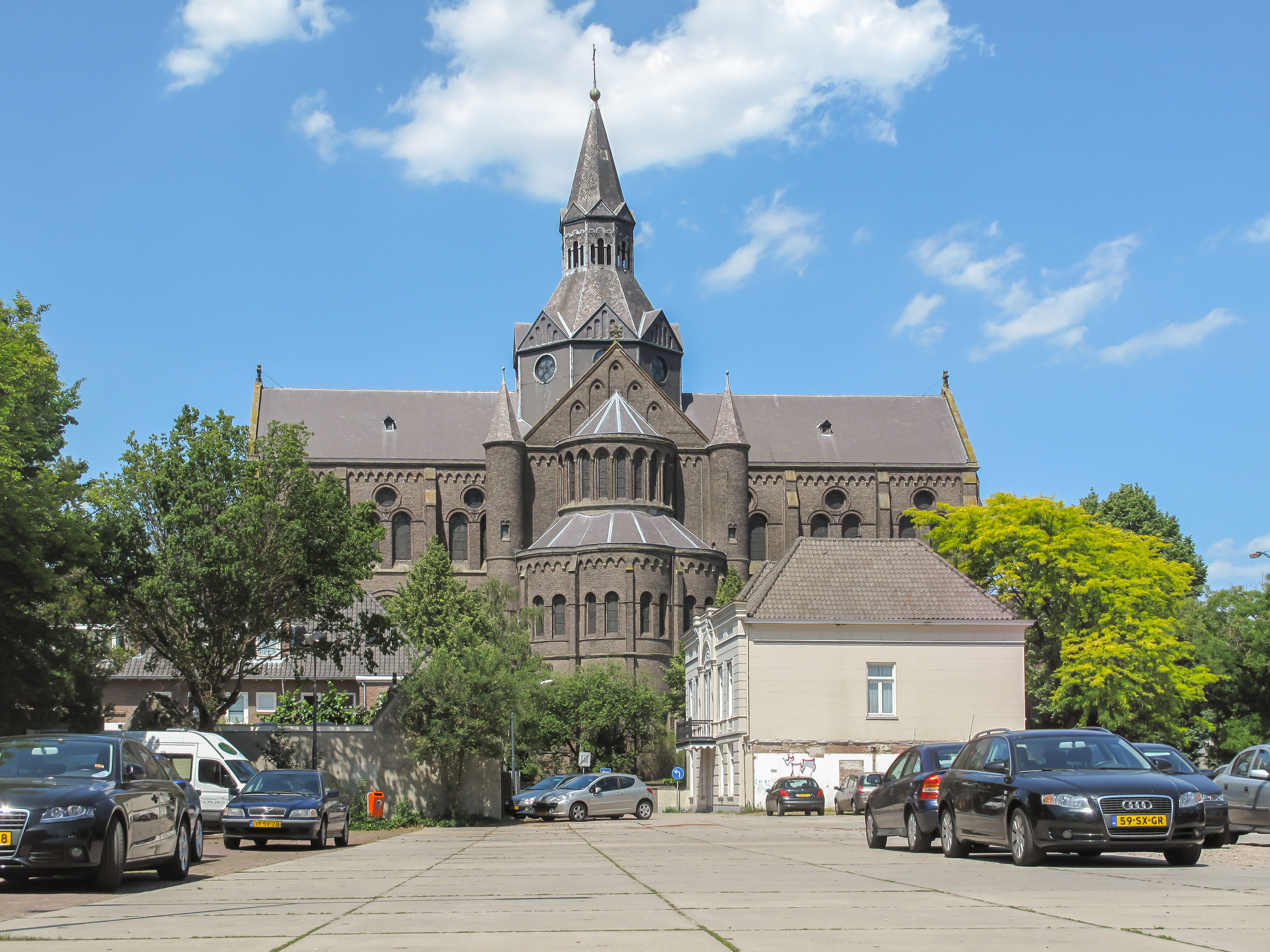
Iglesia de San Pedro
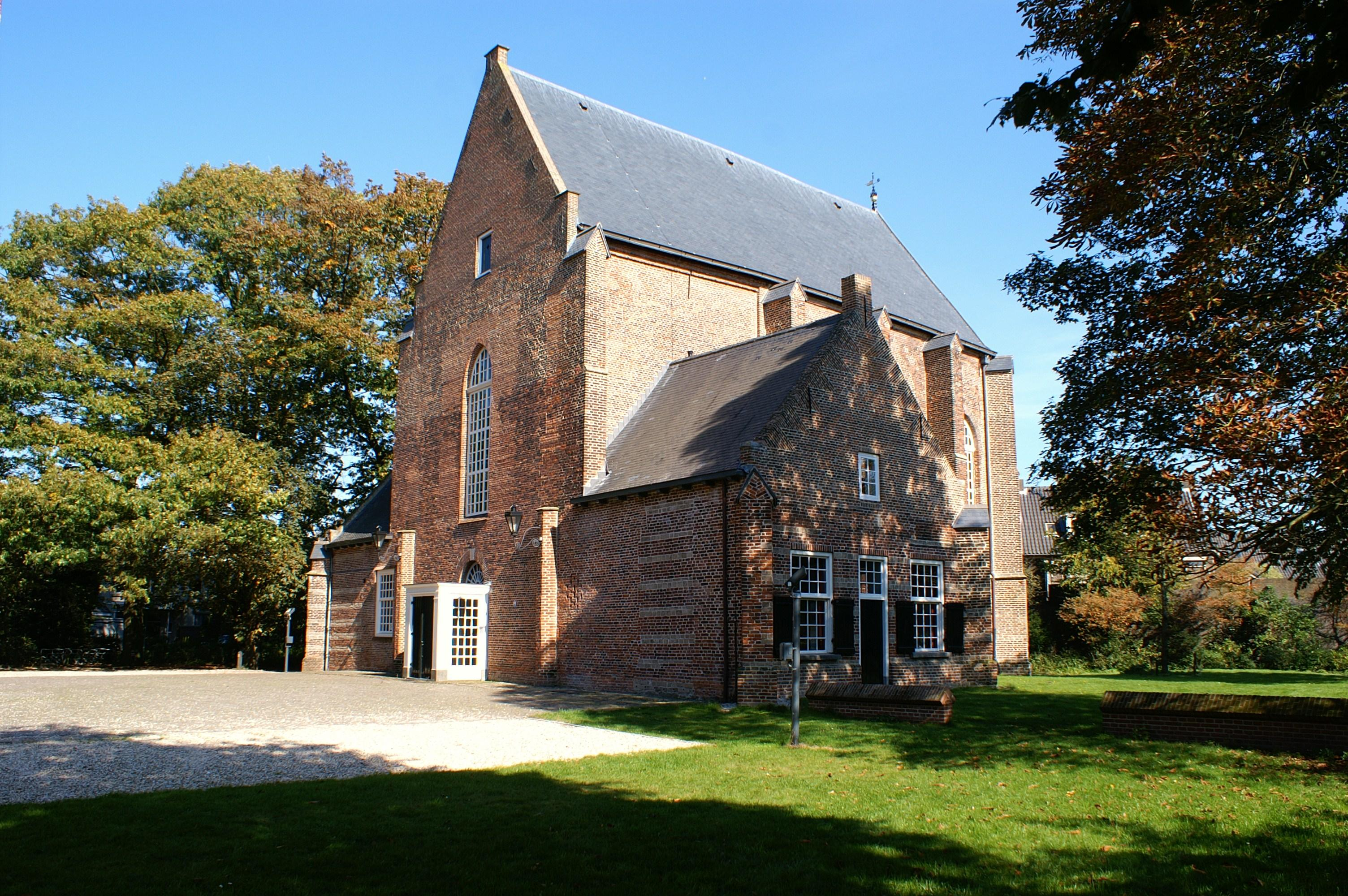
Iglesia reformada de San Lamberto, siglo XVI
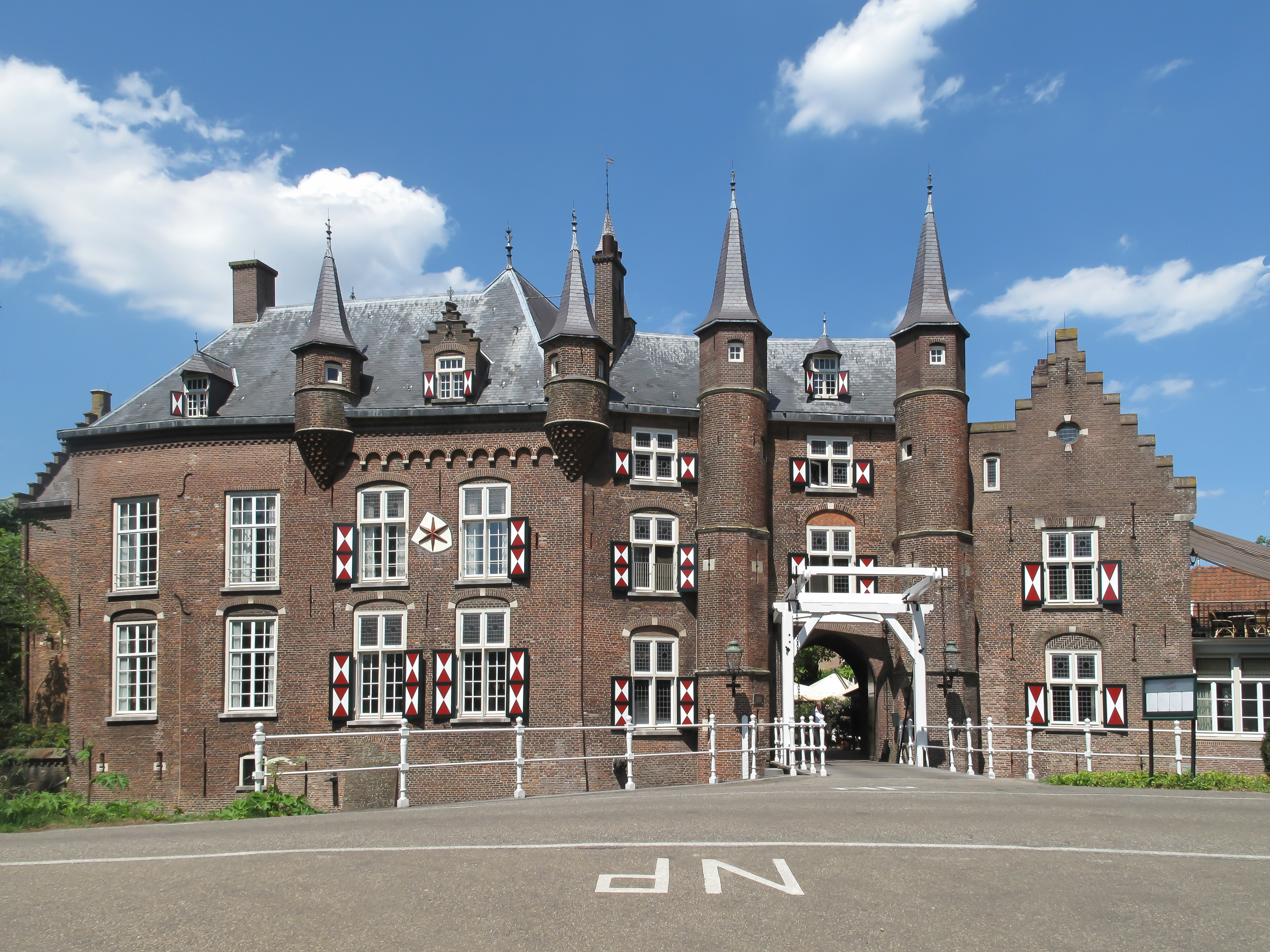
Castillo Maurick
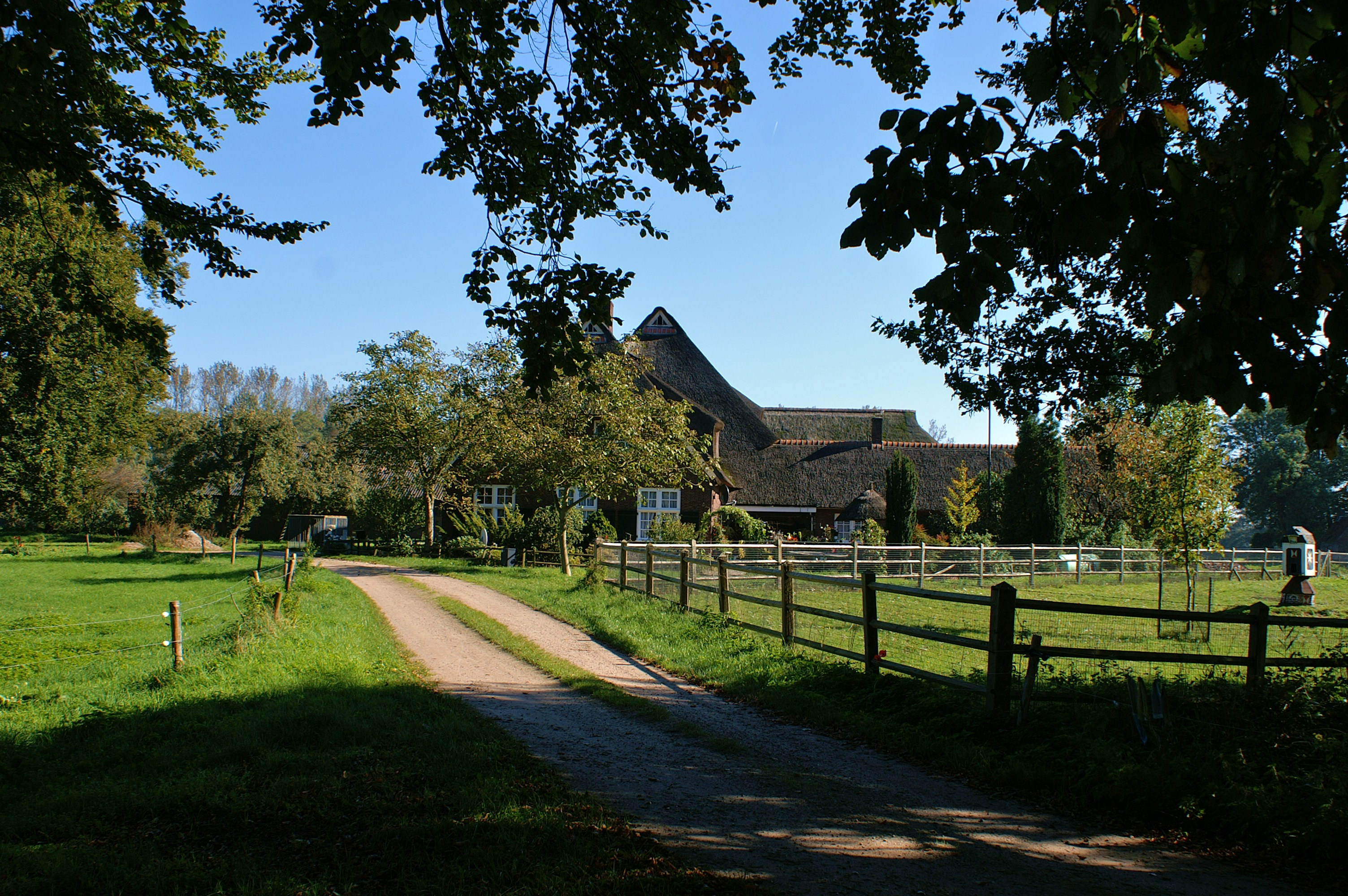
Granja
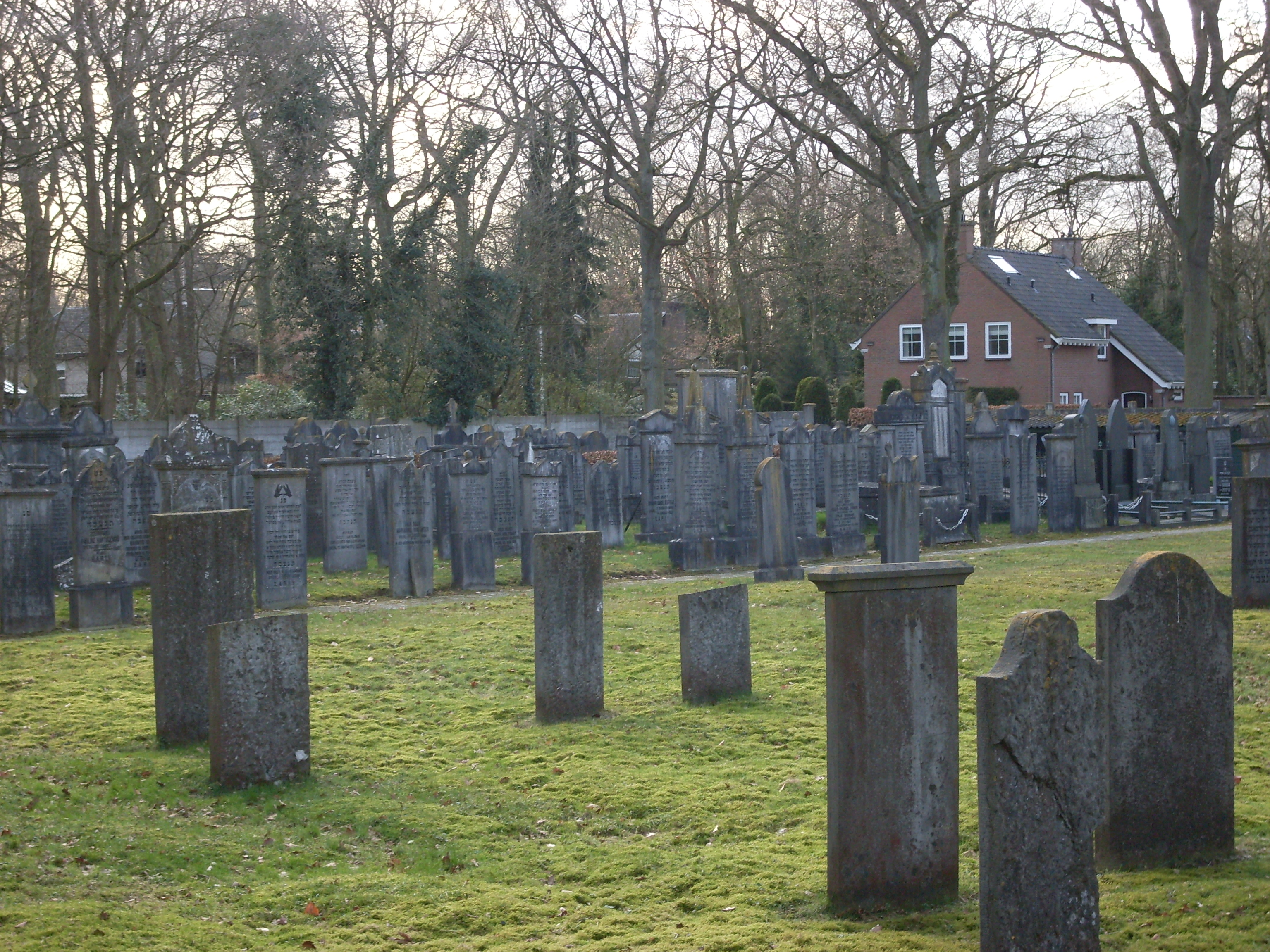
Cementerio judío
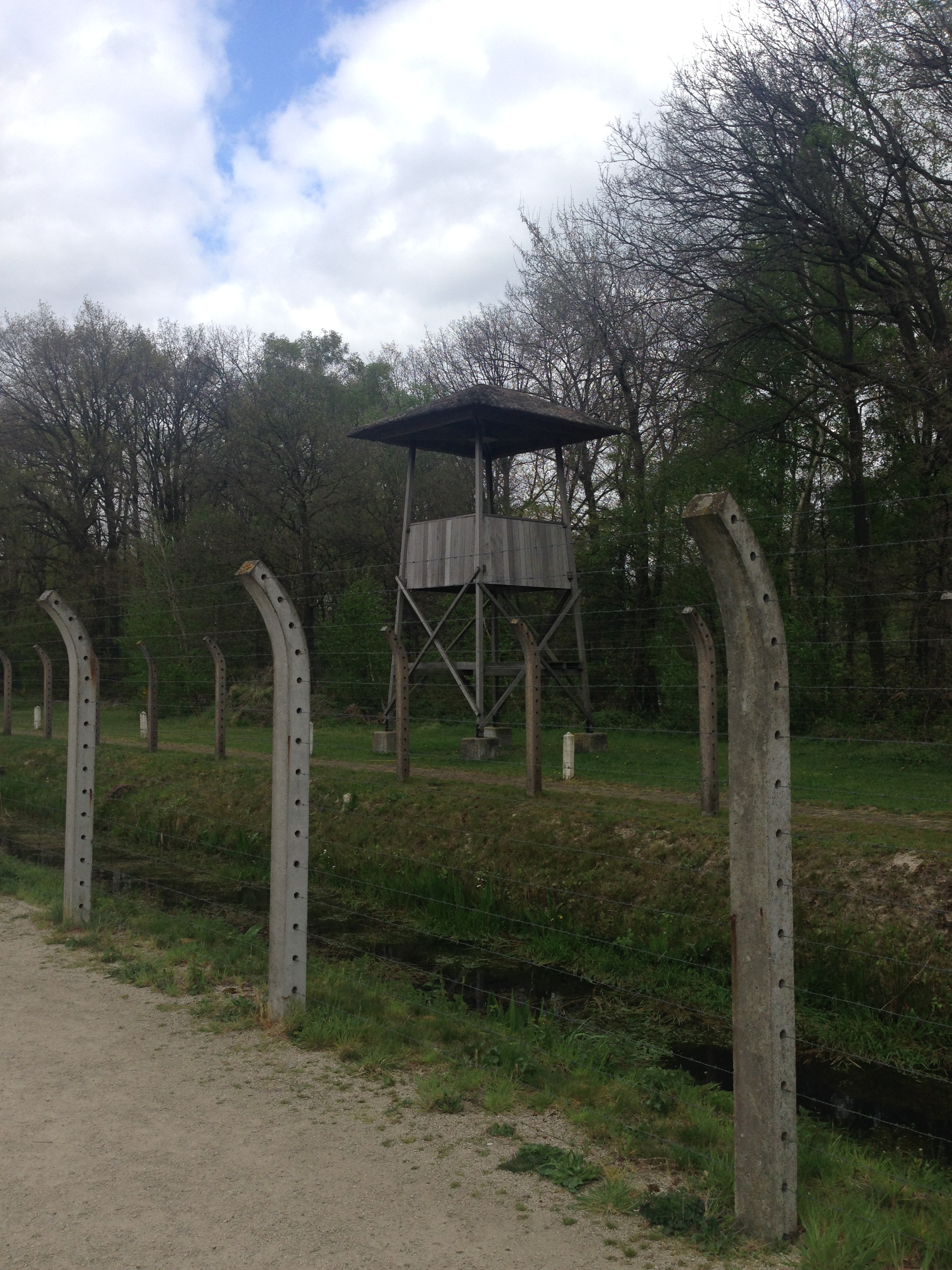
Kamp Vught
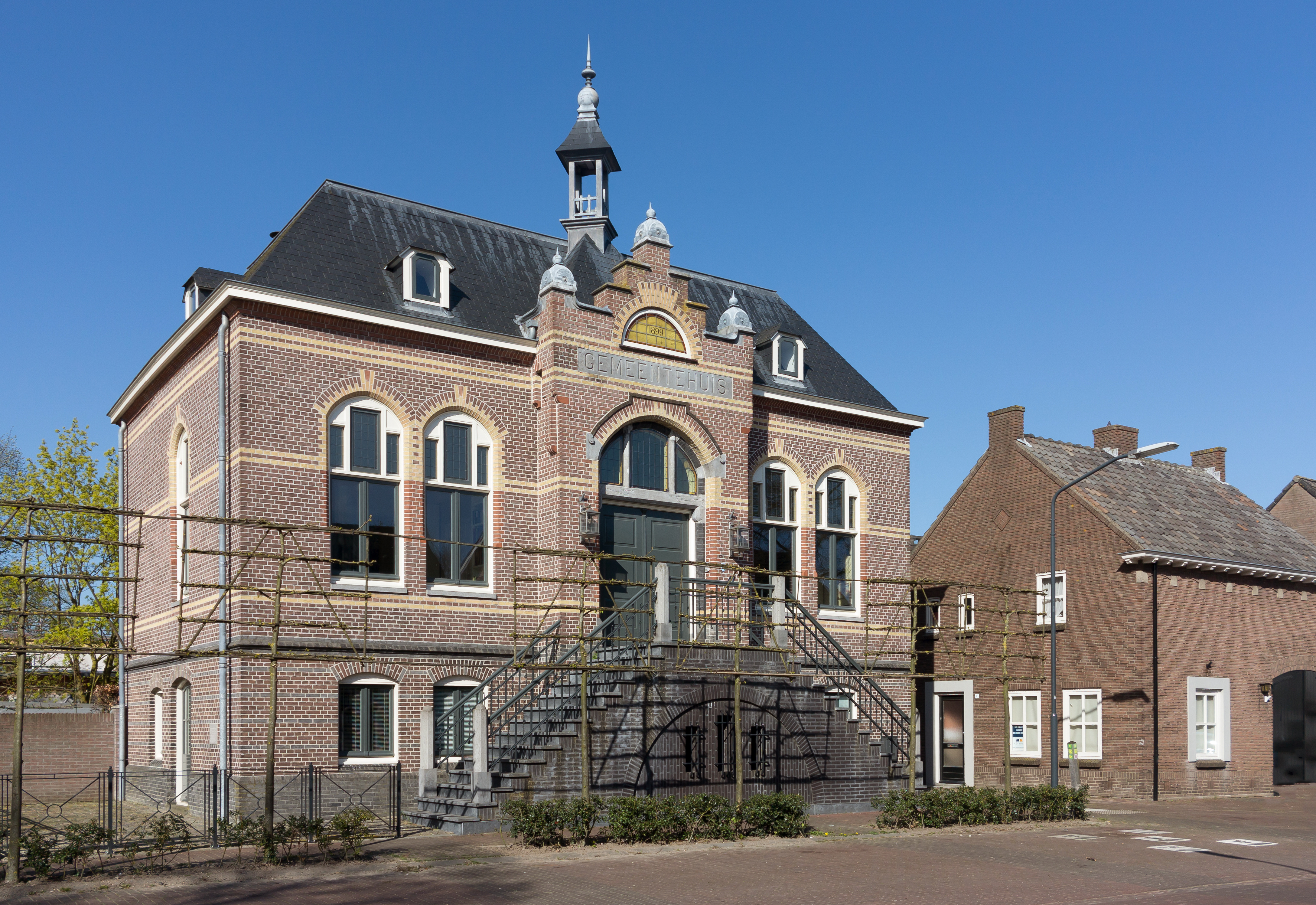
Antiguo ayuntamiento en Cromvoirt
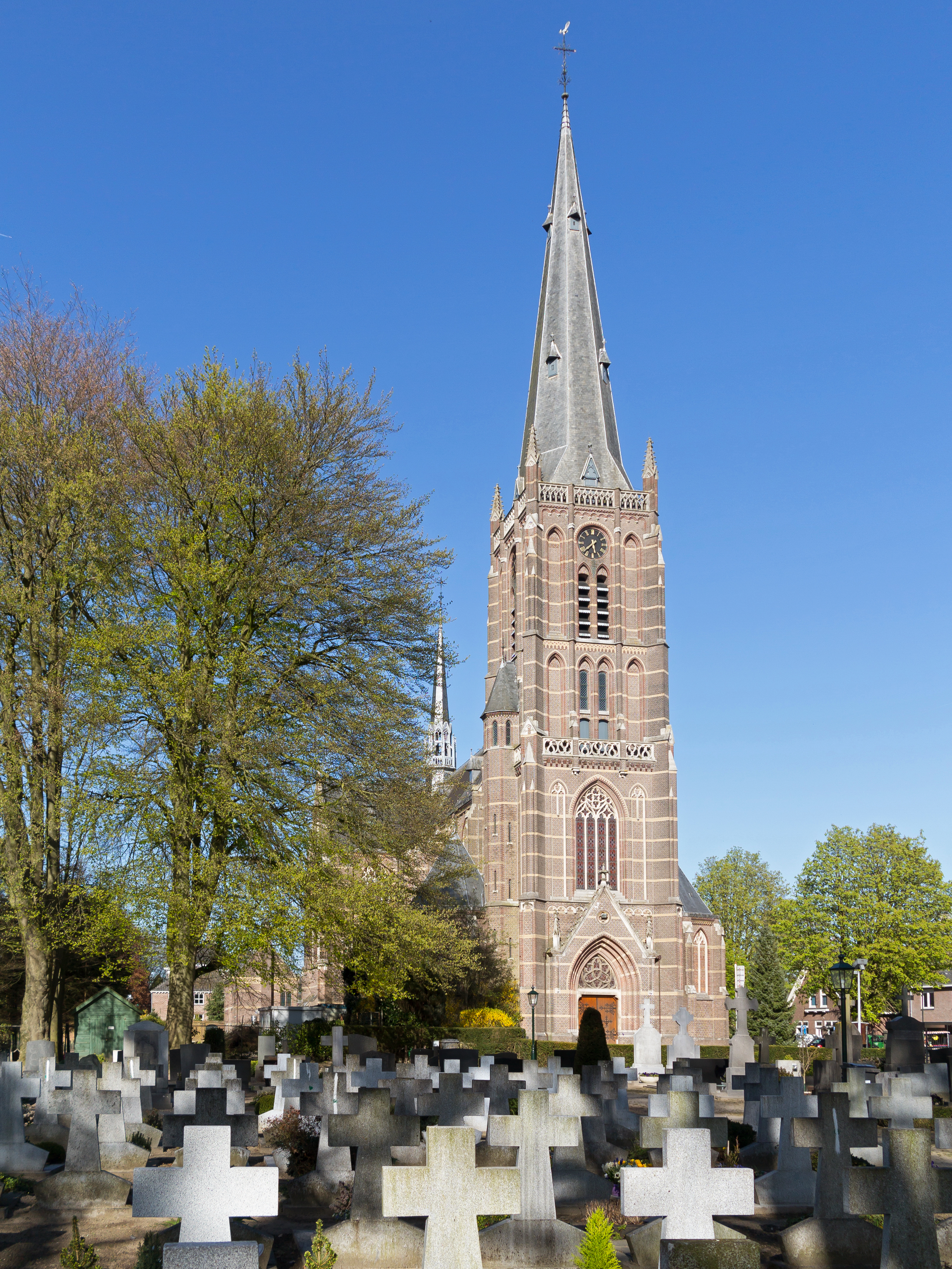
Iglesia de San Nicolás en Helvoirt